# Groupe Convoy
Le groupe Convoy est une organisation paramilitaire qui œuvre dans le but d'assurer la défense des intérêts extérieurs de la Russie. Fondée en novembre 2022 par le chef de la république de Crimée, Sergueï Aksionov, la milice vise à défendre l'influence de la Russie au sein de la Crimée,,.

## Historique
La milice Convoy est créée en novembre 2022 dans un contexte de concurrence voulue par le pouvoir russe afin de réduire l'influence de la milice Wagner. 

## Emblème
Une tête de loup sur fond noir, surmonté du drapeau russe.

## Effectifs
La milice compte environ 300 combattants en 2022.

## Théâtres d'opérations
La milice intervient militairement en Crimée pour défendre les intérêts russes, ainsi que dans la région de Kherson. 

## Financement
Le financement de la milice est assuré en partie par le Ministère de la défense russe.